# Kami-Shiho-Gatame
Kami-Shiho-Gatame est une technique d’immobilisation (Osae komi waza) du judo et du jiu-jitsu brésilien.

## Traduction
| Kanji | Rōmaji | Français       |
| ----- | ------ | -------------- |
| 上    | Kami   | Au-dessus      |
| 四方  | Shiho  | 4 coins        |
| 固    | Gatame | Immobilisation |

## Description

Contrôle des 4 points par le dessus

Technique d’immobilisation au sol enseignée aux débutants, elle est l’une des plus efficaces, mais requiert une configuration particulière des deux adversaires, qui se produit rarement en compétition. Cette technique offre peu de chances de sortie à celui qui la subit.
Uke est sur le dos et Tori se trouve derrière sa tête. Tori passe ses deux bras sous ceux d’Uke et attrape fermement sa ceinture. Puis Tori s’aplatit sur le ventre en appuyant sur la cage thoracique d’Uke, tout en ramenant le plus possible le corps de Tori sous le sien à l’aide de ses bras. La tête de Tori peut se placer à droite ou à gauche, mais aussi appuyer son menton sur le creux de l’estomac d’Uke. Les genoux de Tori sont soit repliés (classique), soit jambes écartées pour donner plus de stabilité (moderne).

## Liaisons debout-sol
La prise Ude-gaeshi (retournement par le coude) permet d’amener l’adversaire au sol et de placer Kami-Shiho-Gatame.

## Retournements amenant à Kami-Shiho-Gatame

### Tori situé devant la défense à genoux
Tori est devant son adversaire qui est en défense, il prend d’une main le col et de l’autre la ceinture dans le dos, se redresse sur ses appuis, pousse uke puis le tire afin d’ouvrir sa défense et d’engager dans le même temps son talon sous l’aisselle et l’autre jambe (celle du bras qui tient le col) sous le cou de son adversaire. Tori sert ses jambes et bascule du côté où son talon est engagé sous l’aisselle d’uke. Une fois au sol tori maintient ses jambes serrées pour empêcher uke de se dégager et l’immobiliser en Kami-shiho-gatame.

### Sur défense à genoux avec le revers
Uke est à quatre pattes en position défensive, tori va plonger sa main entre le bras et la jambe d’uke en passant sous l’aisselle afin de saisir son revers opposé. Puis tori se redresse et passe la jambe par-dessus uke et se lance en chute avant en tirant sur le revers et en emportant l’épaule opposé d’uke dans sa chute. Un instant tori se retrouve sous uke, il lui faut donc être le plus rapide et maintenir l’épaule de uke au sol pour qu’il ne puisse se retourner et de la main qui tient le revers l’empêcher de fuir de l’autre côté. Dans le même temps tori se replace derrière uke pour l’immobiliser en Kami-shiho-gatame.

### Sur défense à genoux en arrière
Tori fait le même début de mouvement que dans le cas précédent, mais au lieu de se jeter sur l’avant il se déséquilibre sur l’arrière de façon qu’uke lui retombe dessus pour qu’il puisse à l’aide de sa jambe le repousser sur le côté le temps qu’il se place derrière lui en Kami-shiho-gatame. Tori doit être vigilant, s’il ne maintient pas convenablement à l’aide de ses deux mains uke sur le dos il n’aura pas le temps de se replacer en immobilisation et uke pourra fuir.

### En rotation dans le dos
Tori est de côté, mains au col et à la ceinture, uke est en position quadrupédique basse et tente de se redresser sur ses appuis, à cet instant tori libère la main qui tenait la ceinture pour l’engager sous l’aisselle qui lui fait face puis pivote sur le dos de uke tout en maintenant le col de son autre main. Uke se retrouve sans appui avant et se déséquilibre en arrière pendant que tori en termine de sa rotation à 360°. Tori doit faire attention de ne pas laisser sa tête sous le corps de uke pour ne pas être écrasé. Tori termine son pivot en reprenant le kimono de uke de sa main libre afin de le maintenir en immobilisation en Kami-shiho-gatame.

### Latéral par les coudes
Tori est sur le côté et passe son bras à l’intérieur de la défense de uke , entre son genou et son coude, il traverse la position pour venir se positionner sur le coude opposé de uke. Son autre bras passe devant le visage de son adversaire pour venir rejoindre l’autre main. Tout en tirant violemment vers lui de façon à chasser les deux appuis avant de uke, tori pousse à l’aide de sa poitrine l’épaule de façon à faire basculer tout le poids de son adversaire sur l’épaule qui est dans le vide. En avançant tori retourne complètement uke de façon à l’immobiliser en Kami-shiho-gatame.

### En allongeant uke
Tori est derrière uke de façon à pouvoir se lever, soulever le corps de uke à l’aide de sa ceinture, engager les deux jambes entre les cuisses de l’adversaire et se pencher en avant en soulevant les membres inférieurs d’uke avec ses talons afin de l’écraser sur le tapis. Tori doit également passer ses bras entre ceux de uke pour la seconde partie du retournement. Tori retourne complètement uke afin de l’immobiliser, aussi il passe ses bras sous les aisselles de uke dans la position sur le ventre afin d’attraper les revers, bascule sur le côté en maintenant la prise de ses jambes.
Puis passe son pied sous une jambe pour soulever, du côté opposé au renversement, et retourne uke pour le maintenir en Kami-shiho-gatame.

### En défense à genoux
Tori et uke sont à genoux et uke veut pousser avec force tori qui se laisse aller sur une fesse de façon à placer son tibia supérieur en travers du ventre de son adversaire. En se laissant aller sur le dos et en tirant uke dans le même temps, tori peut alors charger le corps de uke sur son tibia et le faire basculer par un mouvement extérieur de la hanche sur le dos pour l’immobiliser en Kami-shiho-gatame.

### En tonneau
Tori est devant uke qui est en position quadrupédique, dans un premier temps tori attrape les deux revers de uke en passant par-dessus ses épaules. Si uke a resserré sa position, il faut d’abord le faire réagir en le poussant puis le tirant par exemple afin de dégager l’espace entre les coudes et les genoux. Tori va ensuite engager sa tête dans l’espace vide, au plus près de la poitrine de uke et pivoter rapidement sur le côté pour que uke bascule avec lui. À cet instant Tori ne doit pas s’arrêter s’il ne veut se retrouver sous uke en immobilisation, aussi d’un seul mouvement tori effectue son pivot et maintient les deux revers de son adversaire pour le tenir immobilisé en Kami-shiho-gatame.

### Par la tête
Tori se place devant la défense de uke et place une main au col et l’autre saisie la ceinture dans le creux lombaire, en même temps qu’il vient placer son genou dans la défense de uke au niveau de son nœud de ceinture, tori place son talon devant la tête de uke et la ramène contre sa fesse. De cette position tori bascule sur le côté afin de faire rouler uke sur la tête, tori doit impérativement serrer les genoux afin de préserver uke dans son étreinte pour qu’il ne s’échappe, une fois revenu sur son adversaire tori tient une immobilisation : Kami-shiho-gatame.

## Combinaisons

### en Sankaku-jime arrière
Tori est sur le côté, il place une main sur le col et l’autre prend la ceinture, puis il se redresse et vient placer d’un seul saut son talon sous le menton et son autre jambe tibia contre le flanc, genou dans les côtes. De cette position tori lâche le col pour venir prendre le bras de uke de façon à placer son creux du coude contre celui de son adversaire. Tori se laisse aller vers l’arrière et retourne uke. À cet instant tori doit placer le pied près du cou dans le creux poplité de son autre jambe pour ramener l’autre bras de son adversaire contre sa tête, la prise de la tête et du bras en étau étrangle alors uke en sankaku-jime. Si tori ne veut pas étrangler uke il peut maintenir l’étau suffisamment serré pour l’empêcher de se débattre et revenir sur lui en maintenant les jambes de ses bras, il y a alors immobilisation en Kami-shiho-gatame.

## Sorties

### Dégagement de la tête vers l’avant
Tori n’attend pas d’être complètement immobilisé, il place ses mains sur les épaules d’Uke et les repoussent tout de suite vers l’arrière. Dans le même temps où il dégage sa tête vers l’avant, il se retourne face à lui.

### Sortie en bascule latérale

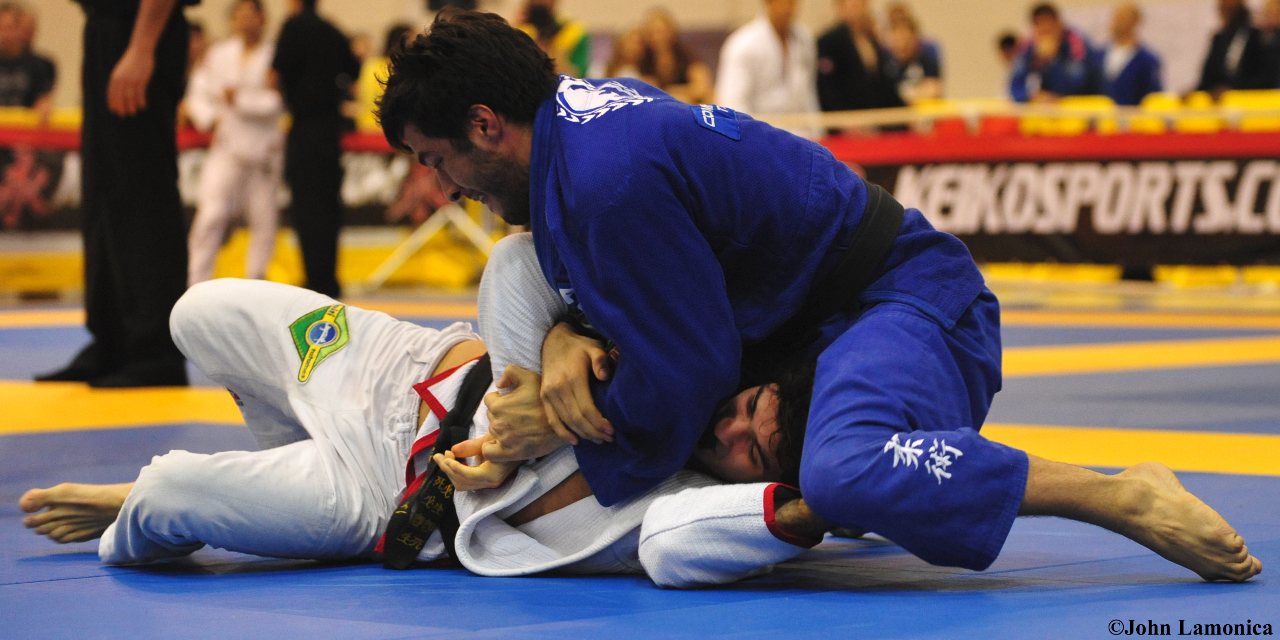
Tentative de Kami-Shiho-Gatame lors d’un tournoi de jiu-jitsu brésilien

Tori vient saisir avec sa main gauche le genou gauche de Uke et de la main droite l’épaule gauche de Uke. Permettant de coller le haut du corps de Uke à Tori. Tori plie ses jambes pour prendre appui sur ses pieds, puis il ponte légèrement sur son épaule gauche en poussant sur sa jambe droite. Tori se sert de la réaction de Uke pour basculer sur l’autre épaule en changeant ses appuis (poussant sur la jambe gauche et en gardant le contact avec Uke).
Pour contrer, Uke écarte légèrement les genoux pour augmenter son appui au sol et met sa tête sur le côté gauche de Tori et ressert l’étreinte avec ces bras afin de bloquer la rotation de Tori.
Cette sortie est issue du Katame No Kata.

### Déséquilibre sur le côté
Tori plie les jambes, ponte et glisse une main puis l'avant-bras sous le menton d’Uke. Il continue à tourner du côté où il sort son bras pour retourner Uke,.

### Dégagement des bras
En pontant vigoureusement, Uke essaye de créer un « trou », entre les deux poitrines, afin de dégager un ou les deux bras, pour ensuite se retourner face au sol.

### Sortie en passant les genoux
Tori place ses deux mains sur les épaules de Uke, pouce sur le torse de Uke et paume de la main sur les omoplates. Tori repousse Uke avec ses avant-bras en repliant ses jambes et sa hanche afin d’essayer de passer les genoux entre son torse et celui d’Uke.
Pour contrer, Uke prend appui sur sa tête, prend appui sur ses pieds et lève sa hanche.
Cette sortie est issue du Katame No Kata.

### Sortie en passant le genou pour accrocher la jambe de Tori
Tori passe son bras gauche sous le menton de Uke. Tori bascule complètement sur son côté droit en poussant sur son bras gauche, place sa main gauche sur le genou de Uke et plie son genou droit de façon à se replier sur lui-même et essaie de placer son genou droit sous le corps de Uke en poussant avec sa main gauche sur le genou de Uke et en poussant avec sa jambe gauche.
Pour contrer, Uke écarte ses genoux et abaisse sa hanche. Puis tire sur la ceinture de Tori avec son bras gauche afin de remettre Tori dans l’axe du kata.
Cette sortie est issue du Katame No Kata.

### Sortie par le haut
Tori repousse Uke vers l'arrière, puis lance les jambes vers le haut en roulant sur une épaule, pour essayer d'accrocher le corps d’Uke avec les jambes. Il se dégage ensuite en revenant sur le dos de celui-ci.

### Deux mains jointes
Tori est pris sous Uke, pour se dégager il va joindre ses deux mains et les envoyer fortement sur une épaule de Uke tout en basculant son corps sur le côté, puis va rapidement faire la même chose de l’autre côté et ainsi de suite jusqu’à ce que Uke lâche.
Remarque : il faut être très rapide et très incisif dans l’action pour la réussite de ce mouvement.

## Contres

### Retournement de Kami-shio-gatame
Tori saisit le pantalon de Uke, soit une jambe par main soit une main une jambe et l’autre main à la ceinture, ou empoigne le pantalon à hauteur des genoux de Uke, si celui-ci a les jambes fléchies. De cette position Tori rapproche ses jambes de Uke et ponte fortement de l’autre côté en soulevant avec ses mains qui font basculer latéralement celui qui l'immobilise. Il immobilise à son tour Uke en kami shio gatame. Le mouvement doit être spontané et synchronisé pour fonctionner.

### Strangulation en immobilisation
En passant un de ses avant-bras sous le cou de Tori, Uke peut étrangler son partenaire en passant l'autre bras autour de la tête de Tori et en saisissant son autre manche en kami-shio-jime,.

### Strangulation en immobilisation avec la jambe
Uke passe sa jambe droite sur la nuque de Tori et saisit sa cheville de la main gauche. En passant son avant-bras droit sous le cou de Tori, sa main droite vient chercher le col de Tori et applique un kami-shiho-ashi-jime.

## Passage de grade
Dans le cadre de la progression française de judo, cette technique est enseignée au niveau des ceintures blanches-jaunes. Kami-Shiho-Gatame est utilisé dans le Katame-no-kata.